# Old Shawneetown
Pour les articles homonymes, voir New Haven (homonymie).
Old Shawneetown est un village du comté de Gallatin dans l'Illinois, aux États-Unis,. Il est incorporé le 6 septembre 1956. Situé au sud-est du comté, le long de la rivière Ohio, Shawneetown a servi de centre administratif important du gouvernement des États-Unis pour les Territoires du Nord-Ouest. Le village a été dévasté par l'inondation de la rivière Ohio en 1937 (en). La population du village a alors été déplacée à plusieurs kilomètres à l'intérieur des terres vers New Shawneetown.

## Démographie
Lors du recensement de 2010, le village comptait une population de 193 habitants. Elle est estimée, en 2016, à 176 habitants.

## Source de la traduction
- (en) Cet article est partiellement ou en totalité issu de l’article de Wikipédia en anglais intitulé « Old Shawneetown, Illinois » (voir la liste des auteurs).